# Le Cœur d'une épouse
Pour plus de détails, voir Fiche technique et Distribution.
Le Cœur d'une épouse (妻の心, Tsuma no kokoro) ou Cœur d'épouse est un film japonais de Mikio Naruse, sorti en 1956.

## Synopsis
Shinji n'arrive pas à faire marcher son affaire et doit compter sur l'aide de son épouse, Kiyoko. Celle-ci sollicite un prêt auprès de Kenkichi, employé de banque et frère de son amie Yumiko. Alors que les choses prennent bonne tournure, le frère de Shinji, Yoshikazu, survient avec sa femme et son fils et manifeste, lui aussi, son désir de monter sa propre affaire. Il réclame de l'argent à Shinji. Sa famille essaie d'obtenir de Kiyoko qu'elle vire le prêt difficilement obtenu au compte de Yoshikazu. La fermeté et la résolution de Kiyoko touche son époux qui promet d'être à ses côtés.

## Fiche technique
- Titre : Le Cœur d'une épouse
- Titre français alternatif : Cœur d'épouse
- Titre original : 妻の心 (Tsuma no kokoro?)
- Réalisation : Mikio Naruse
- Scénario : Toshirō Ide
- Photographie : Masao Tamai
- Musique : Ichirō Saitō
- Décors : Satoru Chūko (ja)
- Montage : Eiji Ōi
- Production : Sanezumi Fujimoto
- Société de production : Tōhō
- Pays de production :  Japon
- Langue originale : japonais
- Format : noir et blanc — 1,37:1 — 35 mm — son mono
- Genre : drame
- Durée : 101 minutes (métrage : dix bobines - 2 675 m[1])
- Dates de sortie :
  - Japon : 3 mai 1956[1]

## Distribution
- Hideko Takamine : Kiyoko Tomita
- Keiju Kobayashi : Shinji Tomita, son mari
- Akemi Negishi : la sœur de Shinji
- Eiko Miyoshi : la mère de Shinji
- Yōko Sugi : Yumiko, une amie de Kiyoko
- Toshirō Mifune : Kenkichi, le frère de Yumiko
- Minoru Chiaki : Yoshikazu, le frère de Shinji
- Chieko Nakakita : Kaharu, son épouse
- Sadako Sawamura : Namiko
- Haruo Tanaka : Kunio
- Ranko Hanai : Sadako, la femme de Kunio
- Noriko Honma : la tante de Kiyoko
- Daisuke Katō

## Récompense
- 1957 : Prix Mainichi de la meilleure actrice dans un second rôle pour Sadako Sawamura (conjointement pour La Rue de la honte, Le Soleil et la rose et Gendai no yokubō)[2]